# Ernst Aigner
Ernst Aigner (ur. 31 października 1966 w Mödling) – piłkarz austriacki grający na pozycji środkowego obrońcy.

## Kariera klubowa
Karierę piłkarską Aigner rozpoczął w amatorskim 1. SVg. Guntramsdorf. Następnie grał w wiedeńskim klubie Admira Wacker. W 1986 roku zadebiutował w jego barwach w austriackiej Bundeslidze, a od sezonu 1987/1988 był podstawowym zawodnikiem zespołu. W 1989 roku został z Admirą wicemistrzem kraju, wystąpił w finale Pucharu Austrii (2:0 i 2:6 ze Swarovskim Tirolem) oraz zdobył Superpuchar Austrii.
Latem 1989 Aigner zmienił klub i przeszedł do Austrii Wiedeń. W latach 1991–1993 trzykrotnie z rzędu wywalczył z nią mistrzostwa Austrii. W latach 1990, 1992 i 1994 zdobywał Puchar Austrii, a w latach 1990, 1991, 1992 i 1994 czterokrotnie z rzędu Superpuchar. Od 1989 do 1994 roku rozegrał w barwach Austrii Wiedeń 100 spotkań i zdobył 6 goli.
W 1991 roku Aigner został zawodnikiem drugoligowego VSE St. Pölten, w którym spędził dwa sezony. Następnie wrócił do Admiry Wacker, jednak w 1998 roku spadł z nią do 2. Bundesligi. W latach 1999–2001 ponownie grał w pierwszej lidze Austrii, a latem 2001 odszedł do ASK Kottingbrunn. Po roku gry w Regionallidze zakończył karierę piłkarską.
| Sezon   | Klub                  | Kraj    | Rozgrywki     | Mecze | Bramki |
| ------- | --------------------- | ------- | ------------- | ----- | ------ |
| 1986/87 | Admira Wacker Wiedeń  | Austria | Bundesliga    | 12    | 1      |
| 1987/88 | Admira Wacker Wiedeń  | Austria | Bundesliga    | 30    | 5      |
| 1988/89 | Admira Wacker Wiedeń  | Austria | Bundesliga    | 32    | 6      |
| 1989/90 | Austria Wiedeń        | Austria | Bundesliga    | 35    | 4      |
| 1990/91 | Austria Wiedeń        | Austria | Bundesliga    | 23    | 1      |
| 1991/92 | Austria Wiedeń        | Austria | Bundesliga    | 2     | 0      |
| 1992/93 | Austria Wiedeń        | Austria | Bundesliga    | 23    | 1      |
| 1993/94 | Austria Wiedeń        | Austria | Bundesliga    | 17    | 0      |
| 1994/95 | VSE St. Pölten        | Austria | 2. Bundesliga | ?     | ?      |
| 1995/96 | VSE St. Pölten        | Austria | 2. Bundesliga | ?     | ?      |
| 1996/97 | Admira Wacker Wiedeń  | Austria | Bundesliga    | 30    | 3      |
| 1997/98 | Admira Wacker Mödling | Austria | Bundesliga    | 14    | 2      |
| 1998/99 | Admira Wacker Mödling | Austria | 2. Bundesliga | ?     | ?      |
| 1999/00 | Admira Wacker Mödling | Austria | Bundesliga    | 27    | 7      |
| 2000/01 | Admira Wacker Mödling | Austria | Bundesliga    | 15    | 3      |
| 2001/02 | ASK Kottingbrunn      | Austria | Regionalliga  | ?     | ?      |

## Kariera reprezentacyjna
W reprezentacji Austrii Aigner zadebiutował 31 maja 1989 roku w przegranym 1:4 towarzyskim spotkaniu z Norwegią. W 1990 roku został powołany do kadry na Mistrzostwa Świata we Włoszech. Tam był podstawowym zawodnikiem i wystąpił w 3 spotkaniach grupowych: z Włochami (0:1), Czechosłowacją (0:1) i ze Stanami Zjednoczonymi (2:1). Od 1989 do 1990 roku rozegrał w kadrze narodowej 11 spotkań.